# Saint-André, Haute-Garonne
 Saint-André  là một xã ở tỉnh Haute-Garonne vùng Occitanie tây nam nước Pháp. Xã Saint-André, Haute-Garonne nằm ở khu vực có độ cao trung bình 386 mét trên mực nước biển.